# Pieter D. Theron
Pieter Daniël Theron, född 1945 i Britstown, i Norra Kapprovinsen, död 3 februari 2021, var en sydafrikansk akarolog. Han beskrev flera kvalsterarter i Sydafrika.